# Amaia Aberasturi
Amaia Aberasturi Franco (Gautéguiz de Arteaga, 28 de abril de 1997) es una actriz española de cine y televisión nominada a los Premios Goya en la trigésimo quinta edición como mejor actriz protagonista por su interpretación en la película Akelarre (2020).

## Biografía
Amaia ha cursado una Diplomatura de Cine y Televisión en Central de Cine y un curso de formación corporal en la Escuela de Clara Méndez-Leite. Su formación como actriz se completa con diversos talleres dramaturgia para coreógrafos, bailarines y creadores escénicos. Además, se ha formado en danza contemporánea.
Su primer papel en cine le llegó en 2010 con Los castigadores (Zigortzaileak), a las órdenes de Arantza Ibarra y Alfonso Arandia. Después trabajó en Los huérfanos (Umezurtzak) (2015), de Ernesto del Río y Vitoria, 3 de marzo (2018), de Víctor Cabaco. En 2020 protagonizó Akelarre, dando vida a Ana, la protagonista, bajo las órdenes de Pablo Agüero. Por su interpretación en la película, fue nominada en la trigésimo quinta edición de los Premios Goya como mejor actriz protagonista, además de en los Premios Feroz como mejor actriz protagonista y en el Círculo de Escritores Cinematográficos como mejor actriz revelación. También participó con un pequeño papel en Nora, largometraje de Lara Izagirre.
En televisión ha trabajado en las series Víctor Ros, Cuéntame cómo pasó y Hospital Valle Norte de TVE y en 45 revoluciones de Antena 3. A principios de 2021 se conoció su fichaje para la nueva serie de Netflix Bienvenidos a Edén, donde comparte pantalla con Ana Mena, Amaia Salamanca, Berta Vázquez o Belinda. Ese mismo año, fichó por la serie de Atresplayer Premium La edad de la ira, donde interpreta a Sandra.

## Filmografía

### Largometrajes
| Año  | Título                           | Personaje | Director                         |
| ---- | -------------------------------- | --------- | -------------------------------- |
| 2010 | Los castigadores (Zigortzaileak) | Leire     | Arantza Ibarra y Alfonso Arandia |
| 2015 | Los huérfanos (Umezurtzak)       | Amaia     | Ernesto del Río                  |
| 2018 | Vitoria, 3 de marzo              | Begoña    | Víctor Cabaco                    |
| 2020 | Akelarre                         | Ana       | Pablo Agüero                     |
| 2020 | Nora                             | Chica     | Lara Izagirre                    |

### Cortometrajes
| Año  | Título                      | Personaje  | Director          |
| ---- | --------------------------- | ---------- | ----------------- |
| 2015 | Bilbao-Bizkaia Ext: Día     | Lu         | Varios Directores |
| 2016 | Hasiera                     | Sobrina    | Felipe Ugarte     |
| 2017 | Ane y las estrellas         | Gaua       | Karlos Alastruey  |
| 2017 | Habitación 303              | Amaia      | Jorge Naranjo     |
| 2018 | A Palace Between the Clouds | Ari        | Luis Navarrete    |
| 2018 | El hálito de Eir            | Kali       | Karlos Alastruey  |
| 2020 | Los honores                 | Sara Joven | Sergio Barrejón   |

### Televisión
| Año         | Título               | Personaje             | Canal                  | Notas        |
| ----------- | -------------------- | --------------------- | ---------------------- | ------------ |
| 2014        | Víctor Ros           | Juana                 | TVE                    | 2 episodios  |
| 2018        | Cuéntame cómo pasó   | Úrsula                | TVE                    | 1 episodio   |
| 2019        | Hospital Valle Norte | Janax                 | TVE                    | 1 episodio   |
| 2019        | 45 revoluciones      | Carmen                | Antena 3               | 6 episodios  |
| 2022        | La edad de la ira    | Sandra                | Atresplayer            | 4 episodios  |
| 2022 - 2023 | Bienvenidos a Edén   | Zoa Rey Gómez-Fajardo | Netflix                | 16 episodios |
| 2024        | Beguinas             | Lucía de Avellaneda   | Atresplayer / Antena 3 | 10 episodios |
| 2025        | La frontera          | Maia Aguirre          | Prime Video / TVE      | 6 episodios  |

## Premios y nominaciones
| Año  | Premio           | Categoría                                  | Trabajo nominado | Resultado | Ref.   |
| ---- | ---------------- | ------------------------------------------ | ---------------- | --------- | ------ |
| 2021 | Premios Goya     | Mejor interpretación femenina protagonista | Akelarre         | Nominada  | [ 11 ] |
| 2021 | Premios Feroz    | Mejor actriz protagonista                  | Akelarre         | Nominada  | [ 12 ] |
| 2021 | Medallas del CEC | Mejor actriz revelación                    | Akelarre         | Nominada  | [ 13 ] |